# Mario Mocenni
Mario Mocenni (22 de janeiro de 1823-14 de novembro de 1904) foi um cardeal italiano da Igreja Católica Romana, que serviu tanto no serviço diplomático da Santa Sé como na Cúria Romana, e foi elevado ao cardinalato em 1893.

## Biografia
Nascido em Montefiascone, de uma família nobre de Viterbo. Mario Mocenni estudou no seminário de Viterbo; e mais tarde, na Universidade de Roma, onde obteve doutorado em teologia. Foi ordenado para o subdiaconato em 21 de setembro de 1844, o diaconato em 27 de maio de 1845 e o sacerdócio em 20 de dezembro de 1845.
Por doze anos foi professor no Seminário de Viterbo. Cônego do capítulo da catedral de Viterbo. Então, entrou para a família pontifícia como camareiro privado supranumerário do Papa Pio IX, que o pediu para entrar no serviço diplomático e o enviou como auditor de nunciatura para a Áustria. Poucos meses depois, o papa o promoveu ao episcopado.
Em 24 de julho de 1877, foi nomeado Arcebispo Titular de Heliópolis na Fenícia, pelo Papa Pio IX, em 6 de agosto como Delegado Apostólico no Equador, Peru, Bolívia e Chile. Recebeu em 12 de agosto sua consagração episcopal do cardeal Alessandro Franchi, prefeito da Sagrada Congregação da Propaganda Fide, em Roma, assistido pelo arcebispo Angelo Bianchi, secretário da Sagrada Congregação dos Bispos e Regulares, e pelo bispo Francesco Folicaldi, cônego do capítulo da basílica patriarcal do Vaticano. Mocenni também foi nomeado Delegado Apostólico para Venezuela, Guatemala, Costa Rica, Honduras e Nicarágua em 14 de agosto. Sua residência foi estabelecida para Lima. Internúncio no Império do Brasil, 28 de março de 1882.
No mesmo ano, em 16 de dezembro, Arcebispo Mocenni entrou ao serviço da Cúria Romana como Substituto da Secretaria de Estado e secretário da Cifra. Consultor da Sagrada Congregação do Santo Ofício, 30 de janeiro de 1883.
O Papa Leão XIII criou-o cardeal-presbítero no consistório de 16 de janeiro de 1893; recebeu o chapéu vermelho e o título de São Bartolomeu na Ilha Tiberina em 19 de janeiro. Presidente da Administração da Riqueza da Santa Sé. Entrou em negociações secretas com o governo italiano sobre a nomeação do patriarca de Veneza, Giuseppe Sarto, futuro Papa Pio X. Posteriormente, ele optou por se tornar cardeal-bispo, assumindo a sé suburbicária de Sabina em 18 de maio de 1894, à qual foi unido o título de abade perpétuo de Farfa. Mocenni participou do conclave de 1903, que selecionou o Papa Pio X.
Mario Cardeal Mocenni morreu em 14 de novembro de 1904, aos 81 anos, de doença cardíaca e complicações asmáticas, em seu apartamento no Palácio Apostólico, no Vaticano. Após ser exposto na igreja de Santa Maria em Traspontina, foi sepultado na capela da Sagrada Congregação da Propaganda Fide, no cemitério Campo Verano.